# 北九州鉄道
北九州鉄道（きたきゅうしゅうてつどう）は、大正時代から昭和時代初期にかけて現在の九州旅客鉄道（JR九州）筑肥線の主要部を建設・運営した鉄道会社である。
佐賀県北部の東松浦郡（唐津）・西松浦郡（伊万里）と他地方を結ぶ鉄道としては既に明治時代にそれぞれ唐津興業鉄道と伊万里鉄道が九州鉄道長崎線に接続する形で建設され、後に九州鉄道を経て国有化され鉄道院唐津線と伊万里線になっていたが、福岡方面へはいずれも大きく迂回する線形となり不便なため、両都市と福岡とを短絡する路線を建設するために設立された。
当時は日本でも数少ない気動車（ガソリンカー、後にディーゼルカーも）による運行を行ったり、沿線の名所遊覧図を制作する（吉田初三郎画）等積極的な経営を行ったが、1937年に買収・国有化され、鉄道省筑肥線となった。

## 沿革

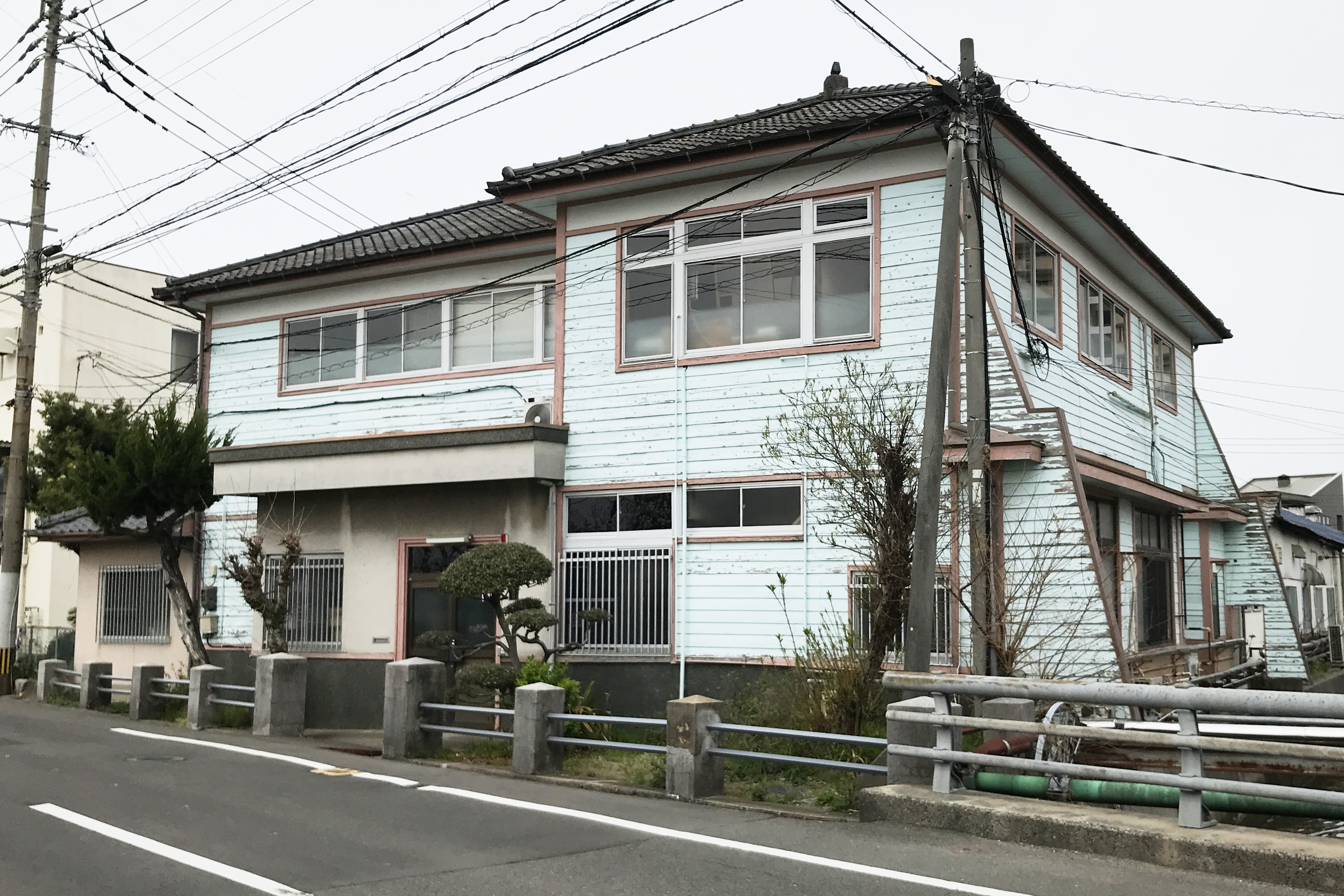
北九州鉄道の本社として建てられた宮島商事事務所（唐津市船宮町）

- 1918年（大正7年）10月23日 - 北九州軽便鉄道に対し鉄道免許状下付（筑紫郡那珂村-西松浦郡大坪村間）[5]。
- 1919年（大正8年）3月15日 - 北九州軽便鉄道株式会社設立（12月23日に北九州鉄道株式会社に社名変更）。資本金500万円。初代社長に草場猪之吉就任[6][7]。
- 1920年（大正9年）10月19日 - 鉄道免許状下付（福岡市大字住吉町-筑紫郡堅粕町間）[8]。
- 1922年（大正11年）12月13日 - 鉄道免許失効（福岡市大字住吉町-筑紫郡堅粕町間指定ノ期限内ニ工事施工認可申請ヲ為ササルタメ）[9]。
- 1923年（大正12年）12月5日 - 福吉 - 浜崎間が開業[10]。
- 1924年（大正13年）
  - 4月1日 - 前原 - 福吉間開業[11]。
  - 7月7日 - 浜崎 - 虹ノ松原間開業[12]。
- 1925年（大正14年）
  - 4月15日 - 姪浜 - 前原間開業[13]。
  - 6月15日 - 新柳町（国有化時筑前高宮駅に改称、1983年廃止） - 姪浜・虹ノ松原 - 東唐津間開業[14]、福岡 - 唐津市内間が結ばれる。
  - 11月20日 - 南博多 - 新柳町間開業[15]。
- 1926年（大正15年）10月15日 - 博多 - 南博多分岐点間開業。博多から東唐津までが開業する。南博多駅が貨物駅となる[16]。
- 1928年（昭和3年）
  - 5月31日 - 九州水力電気から北筑線姪浜 - 加布里間を譲り受ける。
  - 6月1日 - 北筑線姪浜 - 加布里間廃止[17]。
  - 9月11日 - 内燃動力併用認可を得る。
    - 客車を改造したガソリンエンジン付気動車の導入を計画するが頓挫。1930年（昭和5年）に新製ガソリンカー6両を投入し内燃運転開始に漕ぎ着けた。
- 1929年（昭和4年）6月20日 - 東唐津 - 山本間開業[18]。
- 1933年（昭和8年）6月19日 - 重油動力併用認可を得る。
  - 気動車にディーゼルエンジンを導入。同年以降1936年（昭和11年）までに6両のディーゼルカーを新製、主力車となった。ディーゼルカーの導入は戦前私鉄としては全国でも数少ない試みであった。
- 1935年（昭和10年）3月1日 - 山本 - 伊万里間が開業し博多 - 伊万里間が全通[19]。
- 1936年（昭和11年）7月9日 - 山本発伊万里行のガソリンカーが、午後6時15分頃に牟田部甲斐田踏切北方50mの箇所に差し掛かった際、路盤が崩壊し車両が脱線。車両は3m下の松浦川に転落し、乗客の死者7名、重軽傷9名、行方不明3名を出す大惨事となった。原因は連日の豪雨で地盤がゆるんでいたためであった[20]。
- 1937年（昭和12年）10月1日 - 買収により国有化され、路線は筑肥線となる[21]。会社そのものは北九州鉄道自動車と称して存続、バス事業のみの会社となる。
- 1941年（昭和16年） - 昭和自動車に自動車事業[22]を譲渡。

## 路線
国有化直前の路線を示す。南博多駅は一時博多側のターミナルであったが、鉄道省博多駅へ乗り入れたときに貨物支線上の貨物駅となり、国有化時に独立した駅としては廃止された。しかし、その後も博多駅構内の住吉貨物積卸場という扱いで、貨物の取扱を第二次世界大戦後まで継続していた。
- 博多 - 東唐津 - 山本 - 伊万里
- 住吉信号所 - 南博多（貨物線）

## 輸送・収支実績
| 年度 | 乗客（人） | 貨物量（トン） | 営業収入（円） | 営業費（円） | 益金（円） | その他益金（円） | その他損金（円）               | 支払利子（円） | 政府補助金（円） |
| ---- | ---------- | -------------- | -------------- | ------------ | ---------- | ---------------- | ------------------------------ | -------------- | ---------------- |
| 1924 | 235,395    | 2,943          | 61,746         | 57,854       | 3,892      |                  | 償却金2,000                    |                | 0                |
| 1925 | 406,969    | 9,235          | 185,401        | 141,500      | 43,901     |                  | 雑損16,730                     | 116,355        | 158,364          |
| 1926 | 565,666    | 14,145         | 306,567        | 250,456      | 56,111     |                  | 雑損775                        | 208,868        | 270,430          |
| 1927 | 631,408    | 53,764         | 379,549        | 321,606      | 57,943     |                  | 50                             | 224,060        | 275,720          |
| 1928 | 618,386    | 92,344         | 365,156        | 315,878      | 49,278     | 自動車1,043      | 雑損1,796                      | 214,898        | 342,529          |
| 1929 | 633,749    | 105,861        | 353,224        | 327,157      | 26,067     |                  | 雑損350償却金24,000自動車4,512 | 249,234        | 346,107          |
| 1930 | 806,499    | 137,967        | 398,086        | 311,306      | 86,780     |                  | 雑損21,873自動車ホテル31,187   | 216,078        | 355,500          |
| 1931 | 875,646    | 126,876        | 383,886        | 344,142      | 39,744     |                  | 雑損74,869自動車92,514         | 208,728        | 365,077          |
| 1932 | 964,903    | 135,278        | 376,414        | 258,055      | 118,359    |                  | 雑損償却金190,595自動車24,583  | 190,793        | 335,242          |
| 1933 | 1,167,137  | 141,384        | 399,713        | 278,577      | 121,136    |                  | 雑損188,620自動車16,834        | 189,311        | 353,113          |
| 1934 | 1,265,437  | 154,543        | 429,679        | 270,098      | 159,581    |                  | 雑損127,869自動車6,236         | 163,814        | 174,200          |
| 1935 | 1,611,590  | 170,907        | 539,265        | 357,896      | 181,369    |                  | 雑損償却金36,391自動車6,243    | 191,693        | 164,640          |
| 1936 | 1,821,734  | 165,994        | 644,999        | 429,110      | 215,889    |                  | 雑損償却金19995自動車34,359    | 183,112        | 94,263           |
| 1937 | 1,651,922  | 151,452        | 574,686        | 365,162      | 209,524    | 自動車1,569      | 雑損49,104自動車37,491         | 152,145        | 59,424           |

- 鉄道省鉄道統計資料、鉄道統計資料、鉄道統計各年度版

## 車両

### 蒸気機関車
開業から国有化までの間に在籍したのは計10両で、国有化時には8両が在籍した。
- 1 : 1923年、日本車輌製造製の建設用に購入された車軸配置0-4-0(B)型タンク機関車。1936年2月廃車。
- 2, 3 : 1923年、日本車輌製造製の車軸配置2-4-2(1B1)型タンク機関車。国有化後は280形(280, 281)に改称。
- 4 : 1923年譲受の旧鉄道省2852。1897年、米国ピッツバーグ製の車軸配置2-6-0(1C)型タンク機関車。1929年廃車後、据え付けボイラー代用となる。
- 5 - 8 : 1925年、汽車製造製の車軸配置2-6-2(1C1)型タンク機関車。国有化後は3420形(3420 - 3423)に改称。
- 9 : 1929年譲受の旧鉄道省633。1896年、英国ナスミス・ウィルソン製の車軸配置2-4-2(1B1)型タンク機関車。国有化後は旧番に復帰。
- 10 : 1934年譲受の旧鉄道省3406。1898年、米国ピッツバーグ製の車軸配置2-6-2(1C1)型タンク機関車。国有化後は旧番に復帰。

### 気動車
- キハ5・6・7
- キハ8・9
- ジハ20・21
- ジハ50・51
- ジハ60・61

「キハ」はガソリンエンジン、「ジハ」はディーゼルエンジンを搭載。1935年（昭和10年）以降製造のジハ50・51と60・61は前年にアメリカ合衆国で製造されたステンレス製車両パイオニア・ゼファーを意識した銀色塗装で、さらに博多 - 伊万里間全通後の長距離運用も考慮して便所が設置された。便所の設置は戦前の気動車としてはきわめて希な例であった。

### 客車
二軸車、ボギー車合わせて7形式28両が在籍し、全車が国有化された。
- ハフ30 - 35
1923年、開業用に日本車輌製造で製造されたオープンデッキ式の二軸車。全長は8,179mm、定員は40人。国有化後は2280形（ハ2280 - 2285[23]）と改称された。1941年にハ2285を播丹鉄道に払い下げハフ26となる。客車は買収直前に一部廃車しているので再国有籍となったか不明[24]
- ハ36, 37
- ハ38, 39
1924年、前原以東延伸用に日本車輌製造で製造されたオープンデッキ式の二軸車。車体長は9.3mと大型化された。ハ36, 37は客室のみの定員40人、ハ38, 39はトイレを設けたため、定員は36人となった。国有化後は2280形（ハ2286 - 2289[23]）と改称された。1940年熊延鉄道に払い下げハ47-50となる[25]
- ハ40 - 44
- ハフ45 - 49
1925年、南博多 - 東唐津間全通時に増備された日本車輌製造製のオープンデッキ式二軸車。いずれもトイレ付で定員は36人。国有化後は2280形（ハ2290 - 2299[23]）と改称された。ハ2293は1949年に南薩鉄道へハフ53（1）の代償[26]としてハフ53（2）となり1969年廃車。
- ユニ1, 2
郵便室1t、荷物室3tの郵便荷物合造二軸車。日本車輌製造製。デッキは設けられていない。国有化後は4850形（ユニ4850, 4851）と改称された。
- ホハフ1 - 3
- ホハフ10 - 12 → ホハフ4 - 6
1926年、博多延伸時に日本車輌製造で製造された全長17m級の木造二軸ボギー客車。鉄道省のナハ12500形に相当し、ホハフ1 - 3は簡易仕切りにより車掌室を設け定員76人、ホハフ10 - 12は定員80人であったが、1934年にホハフ1 -3同様に改造し、続番に改称された。国有化後は14050形（ナハフ14050 - 14054）、手ブレーキを取り外していた1両は12360形（ナハ12360）に改称された。

### 貨車
以下の11形式49両が鉄道省に引き継がれた。
- ワ500形（ワ500 - ワ504） → ワ20400形（ワ20400 - ワ20404）
- ワ505形（ワ506 - ワ514） → ワ1形（ワ9354 - ワ9362）
- ワブ530形（ワブ530 - ワブ532） → ワフ19500形（ワフ19500 - ワフ19502）
- カ550形（カ550） → カ1形（カ244）
- ト200形（ト200 - ト205） → ト200形（ト200 - ト205）
- ト206形（ト206 - ト208） → ト4700形（ト4854 - ト4856）
- フト209形（フト209, フト210） → ト4700形（ト4857 - ト4858）
- ト213形（ト213） → ト213形（ト213）
- トム300形（トム300 - トム314） → トム1形（トム2141 - トム2155）
- チ211形（チ211, チ212） → チ211形（チ211 - チ212）
- チ214形（チ214, チ215） → チ1形（チ445 - チ446）

ワ505は、一時入換動車に改造されキ1となった。成績が良ければ、本線での客車牽引も目論まれたが、結局不首尾に終わり、貨車に戻されカ550とされている。

### 車両数の推移
| 年度 | 機関車 | 機関車   | 動車     | 動車       | 客車 | 貨車 | 貨車 |
| 年度 | 蒸気   | ガソリン | ガソリン | ディーゼル | 客車 | 有蓋 | 無蓋 |
| ---- | ------ | -------- | -------- | ---------- | ---- | ---- | ---- |
| 1924 | 4      |          |          |            | 10   | 9    | 5    |
| 1925 | 4      |          |          |            | 20   | 12   | 19   |
| 1926 | 8      |          |          |            | 28   | 21   | 19   |
| 1927 | 8      |          |          |            | 28   | 21   | 21   |
| 1928 | 8      |          |          |            | 28   | 21   | 21   |
| 1929 | 8      |          |          |            | 28   | 19   | 21   |
| 1930 | 8      |          | 3        |            | 28   | 19   | 31   |
| 1931 | 8      | 1        | 6        |            | 28   | 17   | 31   |
| 1932 | 8      | 1        | 6        |            | 28   | 17   | 31   |
| 1933 | 8      |          | 8        |            | 28   | 18   | 31   |
| 1934 | 8      |          | 8        |            | 28   | 18   | 31   |
| 1935 | 9      |          | 6        | 4          | 28   | 18   | 31   |
| 1936 | 9      |          | 5        | 6          | 28   | 18   | 31   |

- 鉄道省鉄道統計資料、鉄道統計資料、鉄道統計各年度版